# Asura amabilis
Asura amabilis là một loài bướm đêm thuộc phân họ Arctiinae, họ Erebidae.